# 마태복음 18장
마태복음 18장은 마태복음 5강 중 네 번째 설교이며 "교회 공동체에 대한 강화"라고도 불린다. 여기서 나오는 "천국에서 가장 큰 자"는 어린아이와 비유되며, 또한 잃어버린 양과 용서하지 않는 종의 비유를 포함하고 있다. 이 강화의 일반적인 주제는 미래의 신봉자들의 공동체에 대한 예측과 그들을 이끄는 사도들의 역할이다.
데일 앨리슨은 18장이 "교회를 위한 지침"을 제공한다고 말한다. 마태복음 18:18에서 예수께서 사도들에게 이렇게 말씀하고 있다. “무엇이든지 너희가 땅에서 매면 하늘에서도 매일 것이요, 무엇이든지 땅에서 풀면 하늘에서도 풀리리라.” 이 강화는 미래의 공동체에서 겸손과 자기희생이 중요한 미덕으로 꼽힘을 강조하고 있다. 하나님의 나라에서는 사회적 명성이나 영향력이 아니라 어린아이와 같은 겸손이 중요하다는 가르침이다.

## 구조

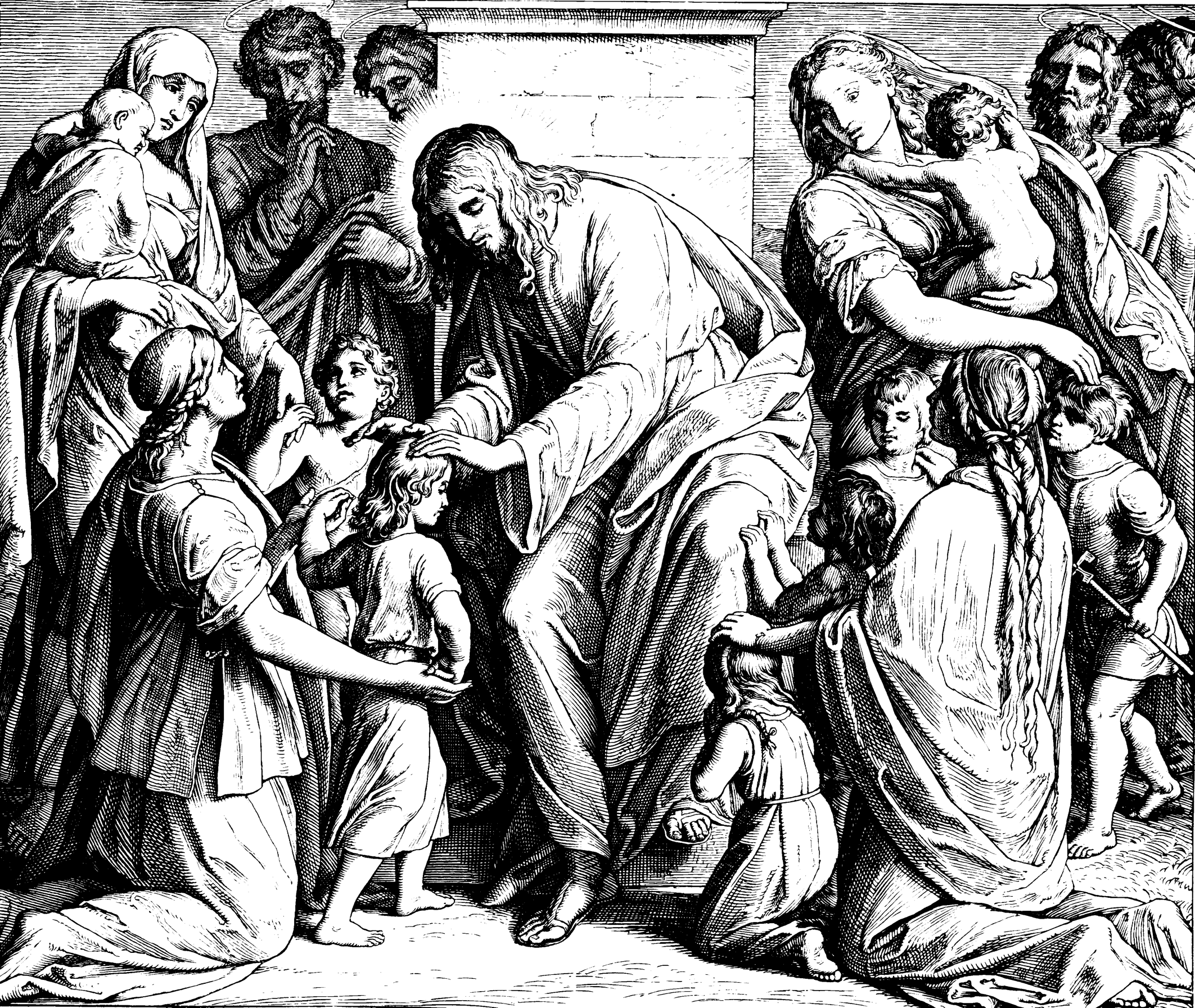
"예수께서 위대함에 대해 가르치시다", 율리우스 슈노르 폰 카롤스펠트, 1860년

마태복음 18장은 다음과 같이 나눌 수 있다.
- 어린아이들 (18:1~5)
- 예수께서 범죄에 대해 경고하시다 (18:6-7)
- 네 손이 너를 범죄하게 하면 (18:8-9)
- 잃어버린 양의 비유 (18:10-14)
- 매고 푸는 것 (18:15-18)
- 합심 기도 (18:19-20)[5]
- 용서하지 않는 종의 비유 (18:21-35)

## 신자들을 영접하심 (1절~11절)

### 3절
“진실로 너희에게 이르노니 너희가 돌이켜 어린 아이들과 같이 되지 아니하면 결단코 천국에 들어가지 못하리라.”
"돌이켜"라는 표현은 문자 그대로 하면 "반대 방향으로 가도록 ... 돌이키다"로 번역될 수 있다. “천국에 들어간다”라는 표현은 마태복음 5:20, 7:21, 23:13 에 세 번 더 나온다.

### 6절
“누구든지 나를 믿는 이 작은 자 중 하나를 실족케 하면 차라리 연자 맷돌을 그 목에 달려서 깊은 바다에 빠뜨려지는 것이 나으니라."
이 구절은 다른 사람들, 특히 어린아이들 ("이 작은 자 중 하나")을 죄에 빠지게 하는 것에 대한 예수의 경고다. 목에 맷돌을 걸고 있는 모습은 죄를 조장하거나 죄를 짓도록 부추기는 죄의 심각성을 강조하는 역할을 하고 있다. 예수께서 이처럼 무거운 것을 목에 걸고 바다에 빠지는 것이 남을 실족하게 하는 행위보다 "더 나으니라”라고 말씀하신 것은 사람을 미혹시키는 행위가 얼마나 심각한 것인지를 보여주고 있다.

### 7절
"실족하게 하는 일들이 있음으로 말미암아 세상에 화가 있도다! 실족하게 하는 일이 없을 수는 없으나 실족하게 하는 그 사람에게는 화가 있도다!
세상에 화가 있을지어다 (그리스어: Ouai tō kosmō ).
7절에서 예수는 "야심적인 열정으로 인해 인류에게 닥칠 비참함을 생각하면서 불쌍히 여기시는 외침"을 보인다.

### 11절
ηλθεν γαρ ο υιος του ανθρωπου σωσαι το απολωλος
인자가 온 것은 잃어버린 자를 찾아 구원하려 함이니라.
11절은 일부 고대 본문에는 나오지만 다른 성서에는 나오지 않는다. 이는 공인본문에 나타나며 킹제임스성경에는 포함되어 있지만, 새 국제판 성경 (NIV)은 이를 생략하고 NU 본문의 누락은 뉴킹제임스성경의 각주에 기록되어 있다. 동일한 구절로 누가복음 19:10이 있다.

## 같이 보기
- 예수님의 비유
- 관련 성경 구절: 마가복음 9장, 누가복음 9장, 누가복음 15장, 누가복음 17장

### 참고문헌
- Allison, Dale C. Jr. (2007). 〈57. Matthew〉.   Barton, John; Muddiman, John. 《The Oxford Bible Commentary》 fir (paperback)판. Oxford University Press. 885쪽. ISBN 978-0199277186. 2019년 2월 6일에 확인함.
- Chouinard, Larry (1997). 《Matthew》. ISBN 0-89900-628-0.
- Gundry, Robert H. (1982). 《Matthew a Commentary on his Literary and Theological Art.》. Grand Rapids: Wm B. Eerdmans.
- Jensen, Richard A. (1998). 《Preaching Matthew's Gospel》. ISBN 978-0-7880-1221-1.
- Phillips, John (2005). 《Exploring the Gospel of Matthew: An Expository Commentary》. The John Phillips Commentary Series 1 reprint판. Kregel Academic. ISBN 9780825433924.
- Toussaint, Stanley D. (2005). 《Behold the King: A Study of Matthew》. ISBN 0-8254-3845-4.